# Tavastland

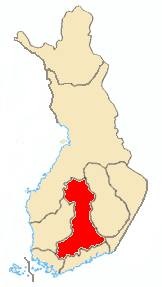
Tavastland

Tavastland (Fins: Häme) was een provincie van Österland, het meest oostelijke landsdeel van Zweden, in wat nu het zuidelijk gedeelte van Finland is. Ze was vernoemd naar de Tavastiërs, een subgroep van de Finnen.
In het huidige Finland is het gebied opgedeeld in drie regio's: Kanta-Häme, Päijät-Häme en Centraal-Finland.
Tavastland had zijn oorsprong in de 13e eeuw, toen de Zweden het gebied veroverden tijdens de tweede Zweedse kruistocht, en het kasteel Tavastehus bouwden in wat nu de stad Hämeenlinna is. Het kasteel verloor zijn rol als verdedigingsburcht na de vrede tussen Zweden en Novgorod met het Verdrag van Nöteborg in 1323, maar bleef wel het administratieve centrum van de regio.
Het gebied bleef in Zweedse handen tot de annexatie van Finland door Rusland in 1809. In 1917 ging het op in het onafhankelijke Finland.